# Läufelfingen

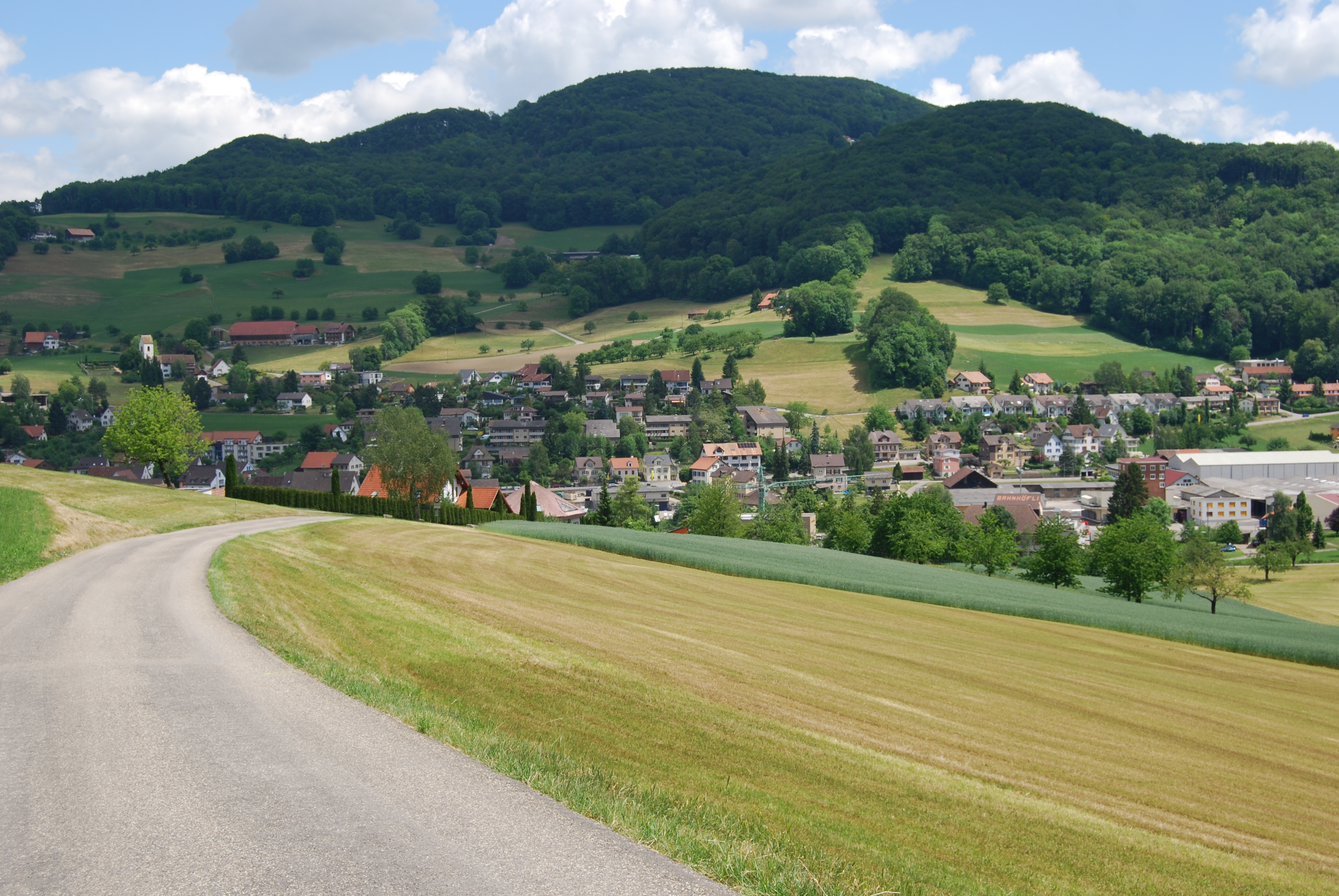
Läufelfingen

Läufelfingen is een gemeente en plaats in het Zwitserse kanton Basel-Landschaft, en maakt deel uit van het district Sissach.
Läufelfingen telt 1.269 inwoners.